# Železniční stanice Bnej Brak

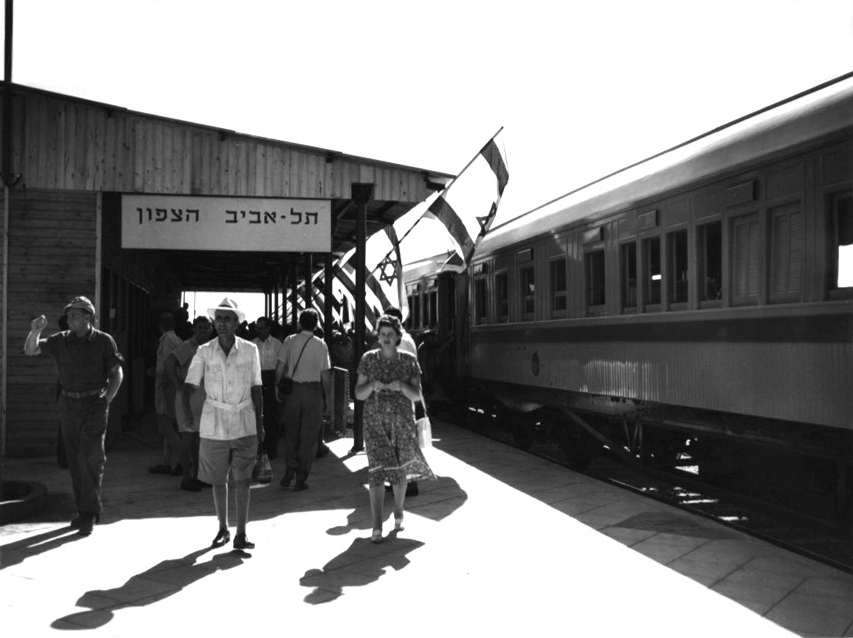
Původní podoba železniční stanice, tehdy ještě pod názvem Tel Aviv ha-cafon

Železniční stanice Bnej Brak (hebrejsky תחנת הרכבת בני ברק, Tachanat ha-rakevet Bnej Brak) je železniční stanice na železniční trati Tel Aviv-Ra'anana v Izraeli.
Leží v centrální části Izraele, na pobřežní planině, cca 5 kilometrů od břehu Středozemního moře v nadmořské výšce okolo 10 metrů. Je situována na pomezí severovýchodní části Tel Avivu (čtvrtě Hadar Josef a Neve Dan) a měst Bnej Brak a Ramat Gan. Jde o hustě osídlenou městskou krajinu. Stanice leží při silnici číslo 482 (Mivca Kadeš). Na západě s ní sousedí Národní fotbalový stadion, na severozápadě Národní sportovní centrum Tel Aviv. Severně od stanice prochází řeka Jarkon, kterou dál k západu lemuje zelený pás (park Jarkon).
Původně stanice vznikla roku 1949 a jmenovala se železniční stanice Tel Aviv ha-cafon (Tel Aviv-sever) a do 50. let 20. století šlo o jedinou stanici, která umožňovala spojení Tel Avivu a města Haifa (tehdy ovšem přes takzvanou východní železniční trať). Po výstavbě pobřežní železniční trati mezi Tel Avivem a městy Netanja a Chadera ovšem role této stanice klesla. Koncem 20. století byla dokonce dočasně zcela uzavřena. Stanice byla nově otevřena v červnu roku 2000 spolu s dalšími stanicemi na nově zřízeném úseku trati z Tel Avivu do Roš ha-Ajin. Šlo o součást dlouhodobých investic směřujících k posílení a zahuštění železniční sítě v aglomeraci Tel Avivu. Stanice je obsluhována autobusovými linkami společnosti Egged. K dispozici jsou parkovací místa pro automobily, automaty na nápoje a veřejný telefon.